# Quentin Fillon Maillet
Quentin Fillon Maillet (Champagnole, 16 agosto 1992) è un biatleta francese.

## Biografia
In Coppa del Mondo ha esordito il 14 dicembre 2013 in una sprint ad Annecy Le Grand-Bornand (55º); ha ottenuto il primo podio l'8 gennaio 2015 a Oberhof (3°) e la prima vittoria l'11 dicembre 2016 a Pokljuka.
Ha esordito ai Campionati mondiali a Kontiolahti 2015, dove ha vinto la medaglia di bronzo nella staffetta ed è stato 38º nella sprint, 46º nell'inseguimento e 79º nell'individuale. L'anno successivo ai Mondiali di Oslo ha vinto la medaglia d'oro nella staffetta mista, mentre a quelli di Hochfilzen 2017 nella medesima specialità ha ottenuto la medaglia d'argento, così come nella staffetta. Ai XXIII Giochi olimpici invernali di Pyeongchang 2018, sua prima presenza olimpica, si è classificato 48º nella sprint, 44º nell'inseguimento e 29º nella partenza in linea.
Ai Mondiali di Östersund 2019 ha vinto la medaglia di bronzo nella sprint e nell'inseguimento. Ai XXIV Giochi olimpici invernali di Pechino 2022 si è aggiudicato cinque medaglie, due ori (inseguimento e individuale) e tre argenti (sprint, staffetta e staffetta mista), ottenendo inoltre un quarto posto nella partenza in linea maschile; ai Mondiali di Oberhof 2023 ha vinto la medaglia d'oro nella staffetta, quella di bronzo nella staffetta mista e si è classificato 9º nella sprint, 12º nell'inseguimento, 6º nella partenza in linea e 4º nell'individuale e a quelli di Nové Město na Moravě 2024 ha vinto la medaglia d'oro nella staffetta mista e nella staffetta mista individuale, quella di bronzo nella partenza in linea e nella staffetta e si è piazzato 8º nella sprint, 11º nell'inseguimento e 6º nell'individuale. Ai Mondiali di Lenzerheide 2025 ha vinto la medaglia d'oro nella staffetta mista individuale, quella d'argento nella staffetta, quella di bronzo nella sprint e nell'individuale ed è stato 6º nell'inseguimento e 19º nella partenza in linea.

## Palmarès

### Olimpiadi
- 5 medaglie:
  - 2 ori (individuale, inseguimento a Pechino 2022)
  - 3 argenti (sprint, staffetta, staffetta mista a Pechino 2022)

### Mondiali
- 20 medaglie:
  - 6 ori (staffetta mista[1] a Oslo 2016; staffetta [1] ad Anterselva 2020; staffetta a Oberhof 2023; staffetta mista, staffetta mista individuale a Nové Město na Moravě 2024; staffetta mista individuale a Lenzerheide 2025)
  - 5 argenti (staffetta[1], staffetta mista[1] a Hochfilzen 2017; sprint[1], partenza in linea[1] ad Anterselva 2020; staffetta a Lenzerheide 2025)
  - 9 bronzi (staffetta[1] a Kontiolahti 2015; sprint[1], inseguimento[1] a Östersund 2019; partenza in linea[1] a Pokljuka 2021; staffetta mista a Oberhof 2023; partenza in linea, staffetta a Nové Město na Moravě 2024; sprint, individuale a Lenzerheide 2025)

### Mondiali juniores
- 1 medaglia:
  - 1 argento (staffetta a Obertilliach 2013)

### Coppa del Mondo
- Vincitore della Coppa del Mondo nel 2022
- Vincitore della Coppa del Mondo di sprint nel 2022
- Vincitore della Coppa del Mondo di inseguimento nel 2022
- 88 podi (48 individuali, 40 a squadre), oltre a quelli conquistati in sede iridata e validi anche per la Coppa del Mondo:
  - 30 vittorie (15 individuali, 15 a squadre)
  - 34 secondi posti (20 individuali, 14 a squadre)
  - 24 terzi posti (13 individuali, 11 a squadre)

#### Coppa del Mondo - vittorie
| Data             | Località                | Nazione     | Specialità                                                         |
| ---------------- | ----------------------- | ----------- | ------------------------------------------------------------------ |
| 11 dicembre 2016 | Pokljuka                | Slovenia    | RL (con Jean-Guillaume Béatrix, Simon Desthieux e Martin Fourcade) |
| 12 marzo 2017    | Kontiolahti             | Finlandia   | MX (con Marie Dorin, Anaïs Bescond e Simon Desthieux)              |
| 27 gennaio 2019  | Anterselva              | Italia      | MS                                                                 |
| 16 febbraio 2019 | Salt Lake City          | Stati Uniti | PU                                                                 |
| 17 febbraio 2019 | Salt Lake City          | Stati Uniti | MX (con Simon Desthieux, Célia Aymonier e Anaïs Chevalier)         |
| 18 gennaio 2020  | Ruhpolding              | Germania    | RL (con Émilien Jacquelin, Martin Fourcade e Simon Desthieux)      |
| 25 gennaio 2020  | Pokljuka                | Slovenia    | MX (con Simon Desthieux, Justine Braisaz e Julia Simon)            |
| 26 gennaio 2020  | Pokljuka                | Slovenia    | MS                                                                 |
| 12 dicembre 2020 | Hochfilzen              | Austria     | PU                                                                 |
| 15 gennaio 2021  | Oberhof                 | Germania    | RL (con Simon Desthieux, Fabien Claude e Émilien Jacquelin)        |
| 23 gennaio 2021  | Anterselva              | Italia      | RL (con Antonin Guigonnat, Simon Desthieux e Émilien Jacquelin)    |
| 11 marzo 2021    | Nové Město na Moravě    | Rep. Ceca   | SP                                                                 |
| 13 marzo 2021    | Nové Město na Moravě    | Rep. Ceca   | PU                                                                 |
| 11 dicembre 2021 | Hochfilzen              | Austria     | PU                                                                 |
| 18 dicembre 2021 | Annecy Le Grand-Bornand | Francia     | PU                                                                 |
| 9 gennaio 2022   | Oberhof                 | Germania    | PU                                                                 |
| 13 gennaio 2022  | Ruhpolding              | Germania    | SP                                                                 |
| 16 gennaio 2022  | Ruhpolding              | Germania    | PU                                                                 |
| 5 marzo 2022     | Kontiolahti             | Finlandia   | SP                                                                 |
| 6 marzo 2022     | Kontiolahti             | Finlandia   | PU                                                                 |
| 10 marzo 2022    | Otepää                  | Estonia     | SP                                                                 |
| 8 gennaio 2023   | Pokljuka                | Slovenia    | MX (con Fabien Claude, Anaïs Chevalier e Julia Simon)              |
| 25 novembre 2023 | Östersund               | Svezia      | MX (con Émilien Jacquelin, Justine Braisaz e Lou Jeanmonnot)       |
| 3 marzo 2024     | Oslo Holmenkollen       | Norvegia    | MX (con Julia Simon, Sophie Chauveau e Fabien Claude)              |
| 1º dicembre 2024 | Kontiolahti             | Finlandia   | RL (con Fabien Claude, Èric Perrot ed Émilien Jacquelin)           |
| 15 dicembre 2024 | Hochfilzen              | Austria     | RL (con Fabien Claude, Èric Perrot ed Émilien Jacquelin)           |
| 10 gennaio 2025  | Oberhof                 | Germania    | SP                                                                 |
| 17 gennaio 2025  | Ruhpolding              | Germania    | RL (con Émilien Claude, Fabien Claude ed Émilien Jacquelin)        |
| 25 gennaio 2025  | Anterselva              | Italia      | RL (con Fabien Claude, Èric Perrot ed Émilien Jacquelin)           |
| 9 marzo 2025     | Nové Město na Moravě    | Rep. Ceca   | RL (con Émilien Claude, Oscar Lombardot e Fabien Claude)           |

Legenda:

SP = sprint

PU = inseguimento

MS = partenza in linea

RL = staffetta

MX = staffetta mista